# Joaquim Agostinho

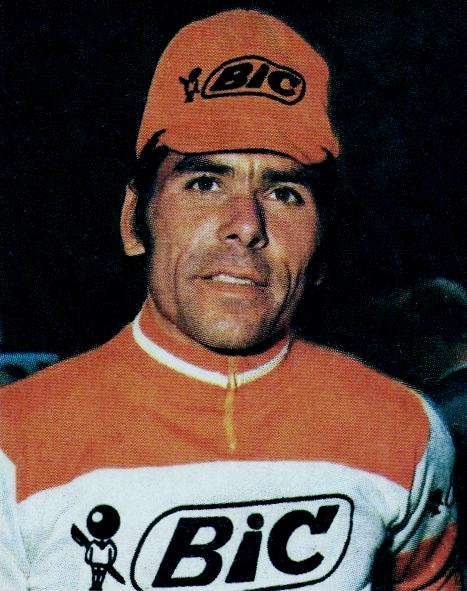
Joaquim Agostinho (1974)

Joaquim Agostinho Fernandes (* 7. April 1943 in Brejenjas, A dos Cunhados, Torres Vedras; † 10. Mai 1984 in Lissabon) war ein portugiesischer Radrennfahrer.

## Leben
Im Februar 1968 begann Agostinho seine Karriere als Radprofi bei Sporting Lissabon. Im April desselben Jahres nahm er an einem regionalen Wettbewerb teil und gewann diesen. Im August 1968 nahm er zum ersten Mal an der Portugal-Rundfahrt teil. Er belegte Platz zwei der Gesamtwertung und zusammen mit seinem Team gewann die Mannschaftswertung. In der Saison 1968 gewann er die nationalen Titel im Straßenrennen, im Einzelzeitfahren und im Mannschaftszeitfahren. Titel Daraufhin wurde er für die Weltmeisterschaft im Straßenrennen in Imola nominiert und erzielte mit Platz 16 das beste Resultat, das ein Portugiese bis dahin erreicht hatte.
Entdeckt von Jean de Gribaldy, gewann Agostinho fünfmal hintereinander die portugiesische Straßenmeisterschaft (von 1969 bis 1973), siegte dreimal hintereinander bei der Portugal-Rundfahrt (von 1970 bis 1972) und nahm 13 Mal an der Tour de France teil. In den Jahren 1978 und 1979 belegte er jeweils den dritten Platz. 1972 nahm er an der Tour de Suisse teil und wurde Fünfter.
1972 verließ Agostinho Sporting Lissabon und ging nach Frankreich zu Frimatic. Im Jahr 1973 fuhr er für Bic und kehrte 1975 zurück zu Sporting Lissabon. 1978 wechselte er zu Velda-Lano-Flandria, 1980 von dort zu Puch-Campagnolo, wo er sein wohl bestes Jahr hatte. 1981 wechselte er zu Sem-France-Loire.

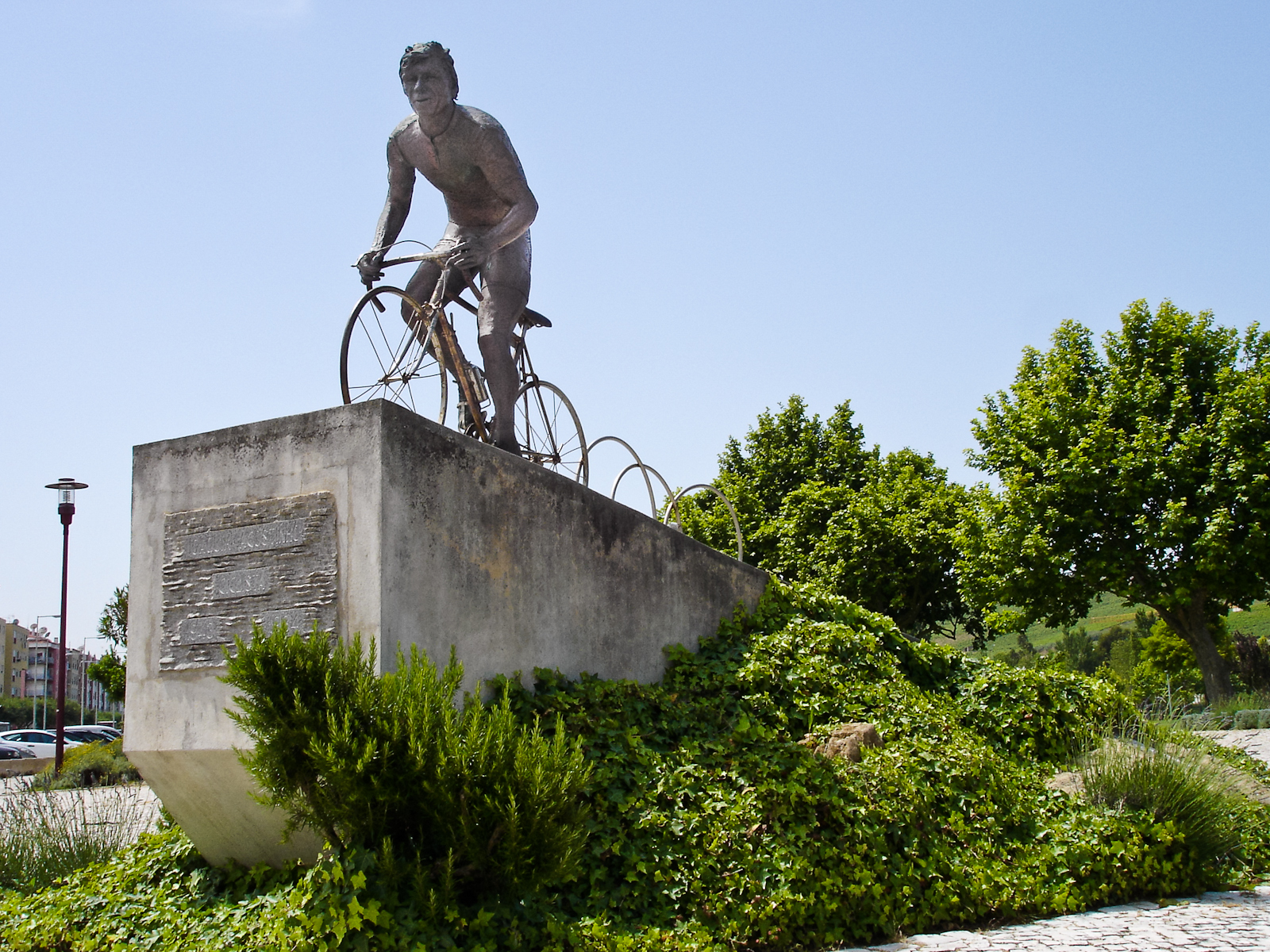
Joaquim Agostinho Statue in Torres Vedras, Portugal

Während seiner Karriere wurden ihm mehrere Male Dopingvergehen nachgewiesen. Bei der Tour de Portugal 1969 erhielt er nach einem positiven Test eine Zeitstrafe von 15 Sekunden und rutschte vom 2. auf den 7. Gesamtrang ab. Bei der Tour de France 1972 wurde er erneut positiv getestet und erhielt eine Zeitstrafe von 10 Minuten. Das dritte Mal fiel er bei der Tour de France 1977 auf, nach einem positiven Test bei der 18. Etappe (die er gewonnen hatte) erhielt er zehn Minuten Zeitstrafe, eine Geldstrafe von 1.000 Schweizer Franken und wurde einen Monat auf Bewährung gesperrt.

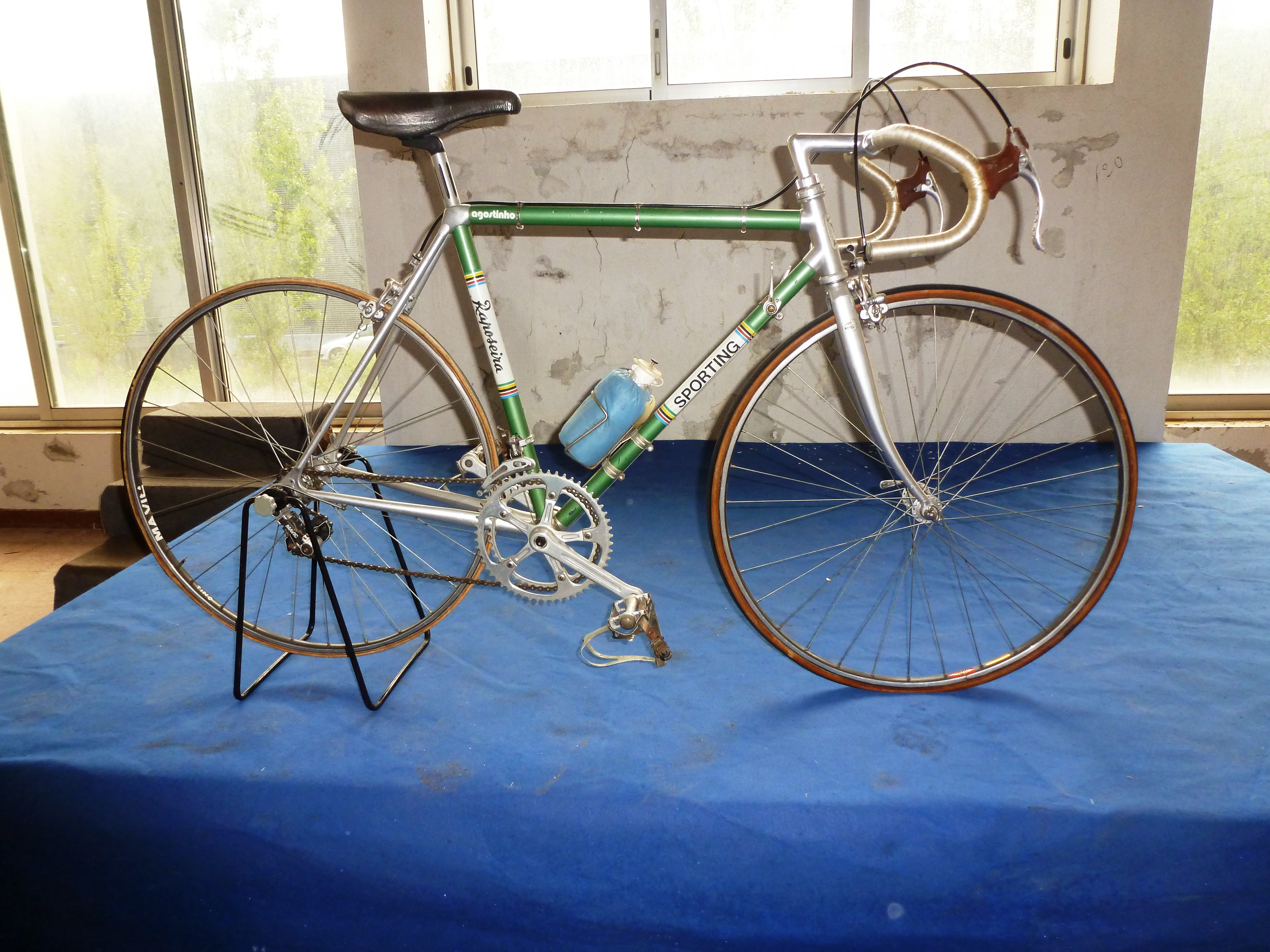
Mit diesem Rad erlitt Agostinho seinen tödlichen Unfall

1984 kehrte Joaquim Agostinho zurück zu Sporting Lissabon. Am 30. April desselben Jahres wurde er auf der fünften Etappe der zehnten Algarve-Rundfahrt von einem Hund angefallen, stürzte und zog sich schwere Kopfverletzungen zu. Da kein Arzt bei dem Rennen anwesend war, konnte keine Erstversorgung und Untersuchung der Schwere des Sturzes erfolgen. Trotz allem stieg er wieder auf sein Fahrrad, beendete die Etappe und wurde dann in das örtliche Krankenhaus gebracht. Dort konnte man die notwendige Operation nicht vornehmen. Erst zehn Stunden später in Lissabon wurde er nach einem langen Transfer mit einem Auto operiert. Aufgrund dieser Verletzungen verstarb Agostinho am 10. Mai 1984 im Lissaboner Krankenhaus CUF.

## Grande Prémio Internacional de Torres Vedras und andere Ehrungen

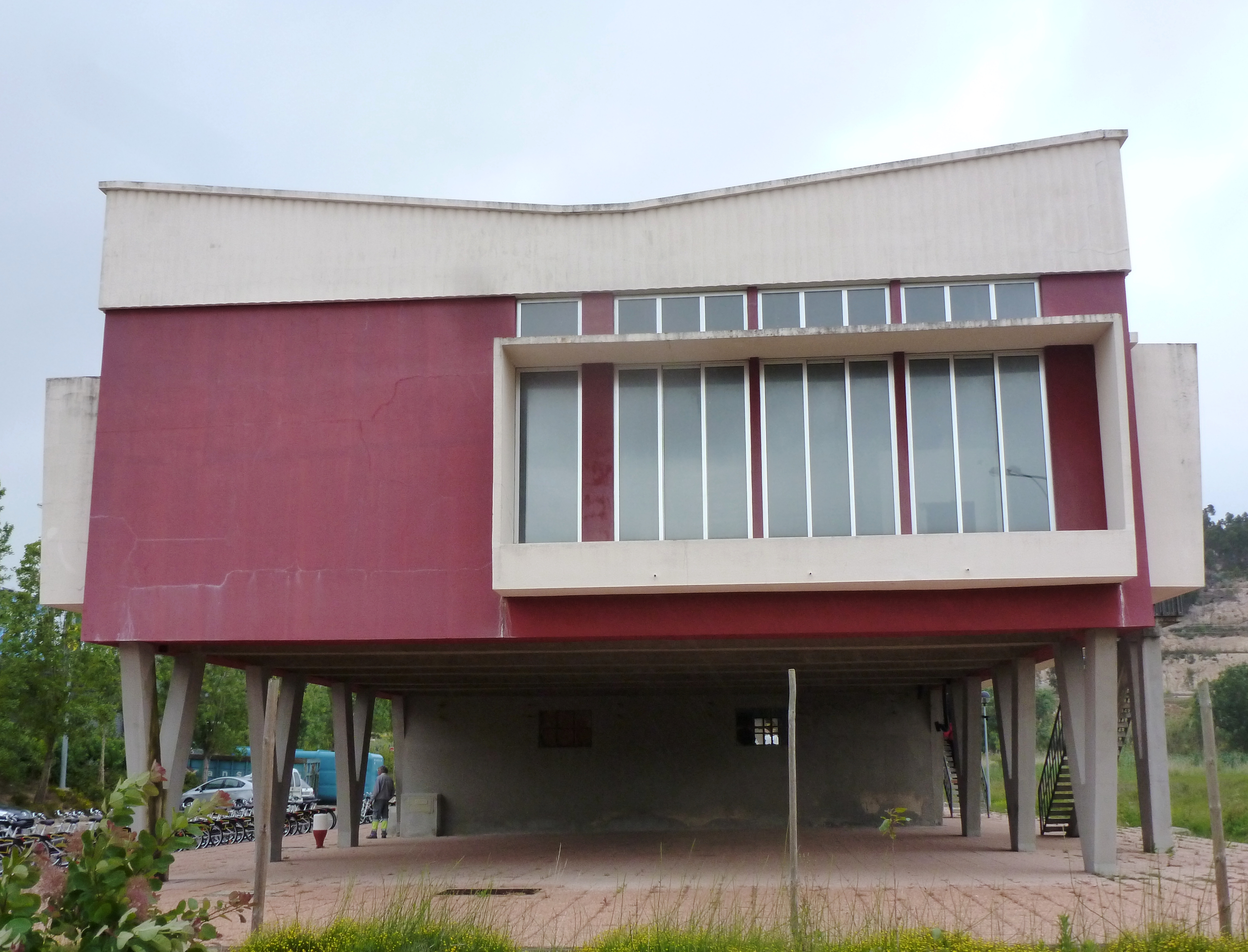
Gebäude des künftigen Museums

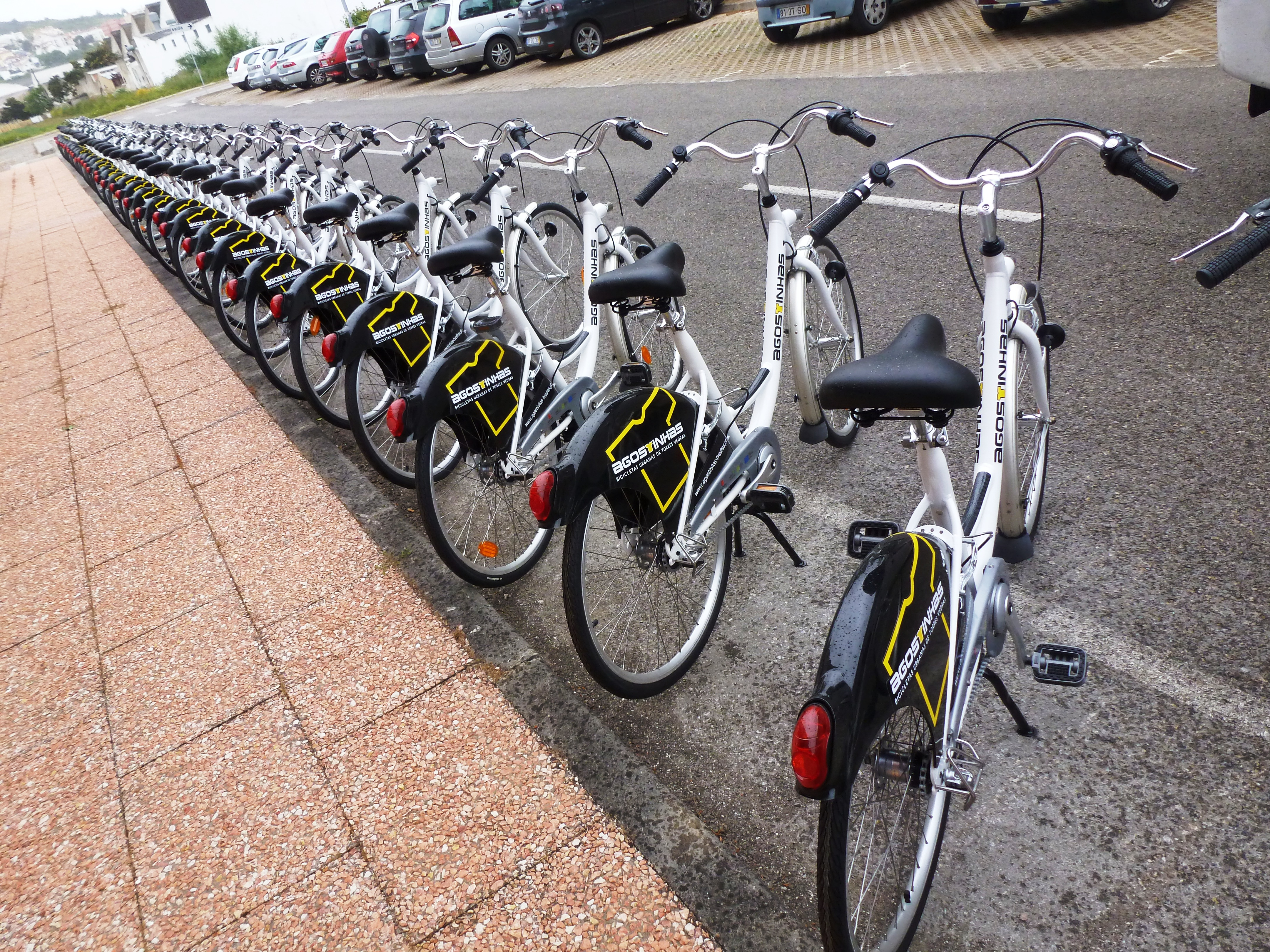
Die Agostinhas des kommunalen Fahrradverleihs

Seit 1978 wird mit dem Grande Prémio Internacional de Torres Vedras ein Etappenrennen ausgerichtet, das seit 2005 zur UCI Europe Tour zählt und Agostinho gewidmet ist.
2013 erwarb die Stadt ein Bürogebäude, in dem nach Ablauf von zwei Jahren ein Museum zu Ehren von Agostinho entstehen sollte, zu dem die Familien von Agostinho und denen seiner Mannschaftskameraden Erinnerungsstücke beisteuern werden. Das Museu do Ciclismo Joaquim Agostinho wurde im August 2021 eröffnet.
Im Mai 2013 wurde von den Teilnehmern der International Cycling History Conference ein neues öffentliches Fahrradverleihsystem in Torres Vedras eingeweiht, dessen Fahrräder Agostinhas genannt wurden.
Zudem wird in Torres Vedras ein Rotwein produziert, der den Namen Terras de Agostinho trägt.

## Teams
- Frimatic-De Gribaldy / Hoover-De Gribaldy : 1969–1971
- Van Cauter-Magniflex-de Gribaldy: 1972
- BiC: 1973, 1974
- Teka: 1976, 1977
- Flandria: 1978, 1979
- Puch-Sem-Campagnolo: 1980
- Sem-France Loire: 1981, 1983